# Rommelkruid
Rommelkruid (deutsch etwa „Gemischte Kräuter“) ist eine Gewürzmischung der flämischen und der niederländischen Küche, die vor allem zur Zubereitung des Balkenbrij, einer Variante des Panhas, sowie in verschiedenen Wurstsorten wie etwa den Rohwurstsorten in Groningen verwendet wird und wurde. Vor allem bei Hausschlachtungen und der häuslichen Wurst- und Fleischzubereitung kam Rommelkruid zum Einsatz. Darüber hinaus wird es im Rotterdamse kruidbroodjes (Rotterdamer Kräuterrolle) und vor allem in Zeeland zur Zubereitung von Gebäck benutzt.
Rommelkruid besteht aus verschiedenen Kräutern und Gewürzen, darunter Süßholzwurzel, Zucker, Muskat, Anis, Zimt, Gewürznelken, Pfeffer, Ingwer und Sandelholz. Durch die Zusammensetzung erhalten die mit Rommelkruid gewürzten Speisen einen lebkuchenartigen Geschmack und Geruch. Je nach Mischungsverhältnis bestimmt die Gewürzmischung zudem die Farbe, vor allem in Gebäck. Das Rotterdamse kruidbroodjes und der Balkenbrij sind aufgrund des enthaltenen Sandelholzes rot gefärbt, bei größeren Anteilen von Gewürznelken wird die Mischung grauer.